# تازه‌کند (بهار)
تازه‌کند (حسام‌آباد) یکی از روستاهای استان همدان است که در دهستان سفالگران بخش لالجین شهرستان بهار واقع شده‌است. این روستا طبق سرشماری سال ۱۳۹۵ تعداد ۲۱۲۳ نفر جمعیت داشته‌است.